# Jazz Jackrabbit
Jazz Jackrabbit är ett plattformsspel utvecklat av Epic Games. Det första spelet släpptes år 1994 till PC. Det hade sina främsta inspirationskällor i Amiga spelet Zool, Mega Man och främst Sonic the Hedgehog, spelet skapades av Cliff Bleszinski och Arjan Brussee. På den tiden var snabba plattformsspel inte speciellt vanliga till PC, och spelet utsågs till årets arkadspel av PC Format.

## Spel

### Jazz Jackrabbit
Jazz jackrabbit (1994) var ett spel om en grön kanin med pistol, som starkt påminde om "Sonic The Hedgehog" (1991).

### Jazz Jackrabbit 2
År 1998 släpptes det en uppföljare till Jazz Jackrabbit, Jazz Jackrabbit 2. Detta spel påminde starkt om originalet. Det innehöll främst förbättrad grafik, nytt ljud, nya banor och en ny spelbar karaktär (Jazz bror Spaz). Det var dock ett bakslag för Epic MegaGames, det var det första spel som de gick back på.

### Jazz Jackrabbit 3D
År 1999 påbörjade Epic MegaGames (nu känt som Epic Games) med ett tredje spel i serien, "Jazz Jackrabbit 3D". Detta spel skulle utspela sig i en fulländad 3D-miljö och vara byggt på Unreal-motorn. Enligt Epic Games så skulle spelmiljön vara starkt influerad av "Mario 64". Projektet lades dock ned i maj 2000. Man uppskattade att 25% av spelet gjordes klart. Det som finns idag är en Alpha-version av spelet, som dock är olaglig och svår att hitta över webben.

### Jazz Jackrabbit 3D - Revived
I februari 2007 började ett litet internationellt företag, kallat "Ambesoftware" skapa sitt eget Jazz Jackrabbit 3. Projektet misslyckades och pengarna som gavs till utvecklarna av fans och supporters blev kvar hos utvecklarna.